# Берг (Північний Брабант)
Берг (нід. Berg) — селище в нідерландській провінції Північний Брабант. Входить до муніципалітету Кранендонк.
Його площа становить 4,25 км², а населення станом на 2021 рік складало 355 осіб.
Перша згадка про населений пункт датується 1794 роком. Наразі у ньому нараховується близько 60 будинків.